# Eric Van Meir
Eric Van Meir (Brecht, 28 febbraio 1968) è un allenatore di calcio ed ex calciatore belga, di ruolo difensore.

## Palmarès

### Giocatore

#### Club
- Campionato belga: 1

Lierse: 1996-1997
- Supercoppa del Belgio: 2

Lierse: 1997, 1999
- Coppa del Belgio: 1

Lierse: 1998-1999